# BlackAcetate
blackAcetate är ett musikalbum utgivet 2005 av John Cale som hans 14. soloalbum. Albumet producerades av Cale och Herb Graham, Jr. & Mickey Petralia och släpptes under etiketten EMI Records.

## Låtlista
1. "Outta the Bag" – 3:54
2. "For a Ride" – 3:55
3. "Brotherman" – 3:32
4. "Satisfied" – 3:54
5. "In a Flood" – 4:53
6. "Hush" – 3:26
7. "Gravel Drive" – 4:23
8. "Perfect" – 3:21
9. "Sold-Motel" – 4:53
10. "Woman" – 5:07
11. "Wasteland" – 4:11
12. "Turn the Lights On" – 3:46
13. "Mailman (The Lying Song)" – 4:04

## Medverkande
- John Cale − sång, gitarr, keyboard
- Herb Graham Jr. − trummor
- Dave Levitta − gitarr
- Natalie Porter − sång
- Musiic Galloway − sång
- Jaspr Baj − sång
- Mark Deffenbaugh − sång, banjo
- John Crozova − cello
- Dustin Boyer − gitarr, sång
- Joe Karnes − bas
- Micheal Jerome − trummor, sång